# Joe Perry (muzyk)
Joe Perry, właśc. Anthony Joseph Pereira (ur. 10 września 1950 w Lawrence) – amerykański gitarzysta rockowy.
W 1970 wraz z wokalistą Stevenem Tylerem i basistą Tomem Hamiltonem założył zespół Aerosmith, w którym grał na gitarze i śpiewał. W 1979 odszedł z formacji i założył The Joe Perry Project, z którym wydał albumy: Let the Music Do the Talking (1980), I've Got the Rock'n'Rolls Again (1981) i Once a Rocker, Always a Rocker (1983). W 1984 powrócił do Aerosmith. W 2005 wydał solowy album pt. Joe Perry. W 2001 zagrał na solowej płycie Micka Jaggera Goddess in the Doorway.
W 2003 został sklasyfikowany na 48. miejscu listy 100 najlepszych gitarzystów wszech czasów magazynu „Rolling Stone”. W 2004 wraz z Bradem Whitfordem został sklasyfikowany na 18. miejscu listy 100 najlepszych gitarzystów heavymetalowych wszech czasów magazynu Guitar World.
Rozwiedziony we wrześniu 1985 z Elissą Jerret, z którą ma syna. Od września 1985 żonaty z Billie Paulette Montgomery Perr, z którą ma dwóch synów. 

## Publikacje
- Rocks: My Life in and out of Aerosmith, 2014, Simon & Schuster, ISBN 978-1-4767-1454-7

## Instrumentarium
| Gitary - Gibson Joe Perry Boneyard Les Paul - Fender Stratocasters - Fender '65 Telecaster - Gibson ES-335 with Bigsby - Ampeg/Dan Armstrong Plexi Guitar - Guild 12-String Electric - Gretsch Black Falcon - Fender Reissue Telecaster - Ernie Ball/Music Man Silhouette 6 String Bass - Chandler Lap Steel - Gibson ES-335 - Gibson Firebird VII - Fender Telecaster w/B-Bender - Supro Ozark - Gibson Jeff Beck Les Paul - Gibson Les Paul Standard - Gibson Les Paul Junior - Gibson Les Paul Custom - Gibson SG - Gibson ES-175 - Gibson ES-350 - B.C. Rich guitars: Mockingbird and Bitch - Fender Bass VI - Danelectro six-string basses - Gibson EB-6 - Ernie Ball MusicMan six-string bass guitar |  | Wzmacniacze i kolumny głośnikowe - Marshall 50 Watt Plexi Head - Marshall Major 200 Watt Heads - Fender Tonemaster Head - Wizard 100 Watt Head - Marshall JMP-1 Preamp - Marshall 4x12 cabs - Vox 4x12 Cab - Orange 8x12 cab Efekty gitarowe - Digitech Whammy Pedal - Dunlop DCR-1SR Rackmount Wah and Dunlop Wah pedals - Line 6 DL-4 Delay Modeler - Line 6 MM-4 Modulation Modeler - Klon Centaur overdrive - custom made Heil Talk Box - Electro Harmonix Deluxe Memory Man - Chicago Iron Octavian - Samson UR5-D Synth Wireless - Pro Co RAT Distortion Pedal Pozostałe - Gibson Vintage Reissue .010-.046 Strings - Dunlop Joe Perry Boneyard Guitar Slide |

## Filmografia
| Tytuł                                                          | Rok  | Rola        | Uwagi                                           | Źródło |
| -------------------------------------------------------------- | ---- | ----------- | ----------------------------------------------- | ------ |
| "The Decline of Western Civilization Part II: The Metal Years" | 1988 | jako on sam | film dokumentalny, reżyseria: Penelope Spheeris | [ 6 ]  |
| "Johnny Winter: Down & Dirty"                                  | 2014 | jako on sam | film dokumentalny, reżyseria: Greg Olliver      | [ 7 ]  |
| "Slash: Raised on the Sunset Strip"                            | 2014 | jako on sam | film dokumentalny, reżyseria: Martyn Atkins     | [ 8 ]  |

## Nagrody i wyróżnienia
| Rok  | Kategoria | Tytułem   | Nagroda                         | Nota | Źródło |
| ---- | --------- | --------- | ------------------------------- | ---- | ------ |
| 2010 | Riff Lord | Joe Perry | Metal Hammer Golden Gods Awards | Laur | [ 9 ]  |